# 창흥역
창흥역(昌興驛)은 조선민주주의인민공화국 함경남도 함흥시 사포구역 창흥리에 위치한 평라선의 철도역이다. 본 역에서 련흥역까지 연결되는 창흥선이 분기된다.